# 夢幻鉄道村駅
夢幻鉄道村駅（むげんてつどうそんえき）または卡通鉄道村駅（中国語: 卡通鐵道村車站）は、かつて台湾南投県水里郷にあった台湾鉄路管理局集集線の駅。
2007年に当地で開催された「南投火車好多節（南投鉄道フェスティバル）」開幕に合わせて期間中の臨時駅と設置され、イベント閉幕に合わせて営業を終了した。当時の南投県長李朝卿が台湾語の「非常讚」（Hui-siông-chàn、すごくいいの意味）の音に似ていることと、県の特有動物であるタイワンツキノワグマにちなんで「黒熊駅」（中国語: 黑熊站、Hēixióng zhàn）と命名したものの、実際には駅や広報文で使われることはなかった。

## 駅構造
仮設の単式ホーム1面1線の地上駅。廃止後は撤去された。

## 利用状況
水里 - 車埕間の定期列車（区間車）が臨時停車していた。

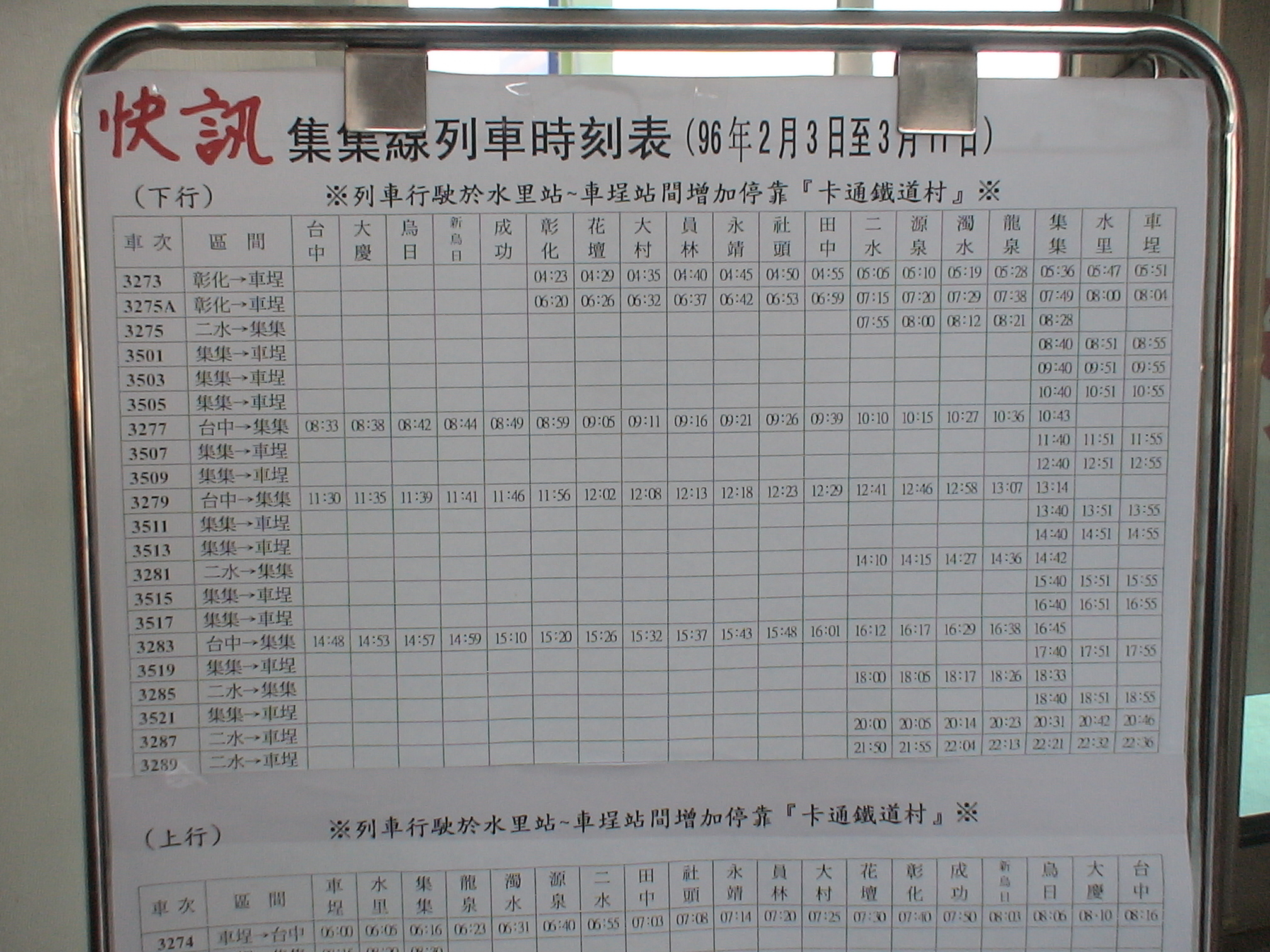
南投火車好多節開催中の時刻表（車埕方面）。この時刻表では「卡通鐵道村」と表記されている。
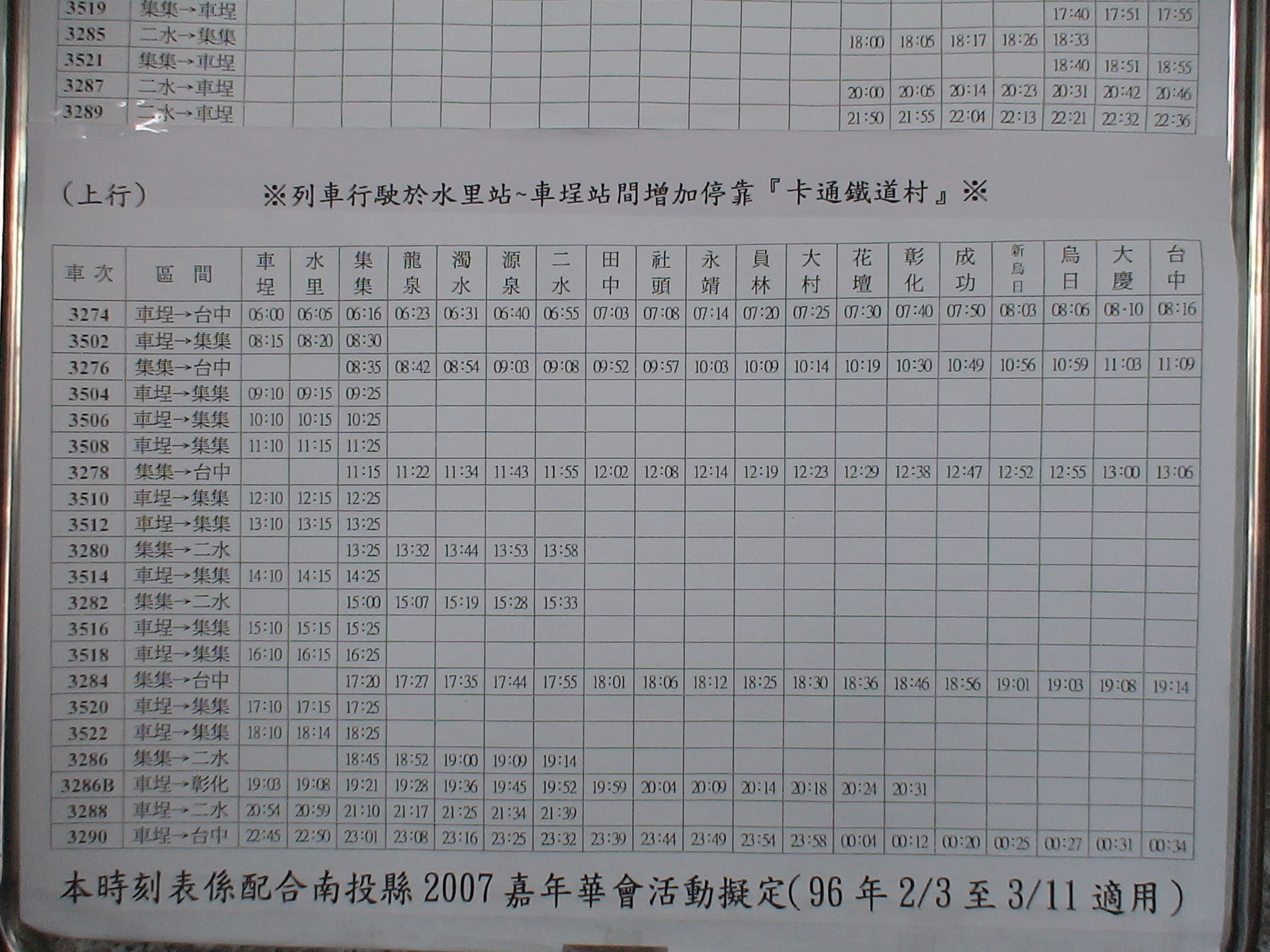
同上（二水・田中・台中方面）

## 歴史
- 2007年
  - 2月3日 - 2007年「南投火車好多節」開始とともに開業[2]。
  - 3月11日 - 「南投火車好多節」終了とともに廃止[2]。

## 隣の駅
台湾鉄路管理局
集集線
水里駅 - 夢幻鉄道村駅 - 車埕駅